# Izabela Dylewska

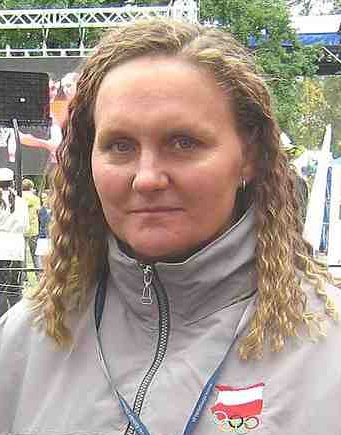
Izabela Dylewska (2008)

Izabela Dylewska-Światowiak (* 16. März 1968 in Nowy Dwór Mazowiecki) ist eine ehemalige polnische Kanutin. Sie gewann zwei olympische Bronzemedaillen.

## Sportliche Karriere
Dylewskas gewann ihre erste internationale Medaille bei den Weltmeisterschaften 1987 in Duisburg als sie im Einer-Kajak über 500 Meter Silber hinter Birgit Schmidt aus der DDR erkämpfte. Bei den Olympischen Spielen 1988 in Seoul gewann Dylewska die Bronzemedaille hinter der Bulgarin Wanja Geschewa und Birgit Schmidt.
Bei den Weltmeisterschaften 1989 in Plowdiw wurden Medaillen über 500 Meter und über 5000 Meter vergeben. Über beide Distanzen gewann Katrin Borchert aus der DDR vor Dylewska und Josefa Idem aus der Bundesrepublik Deutschland. 1990 fanden die Weltmeisterschaften in Posen statt, aber Polen gewann keine Medaille in den Frauenwettbewerben.
Bei den Olympischen Spielen 1992 in Barcelona standen nur die drei Wettbewerbe über 500 Meter auf dem Programm. Im Einer-Kajak war nach längerer Unterbrechung Birgit Schmidt wieder dabei und siegte mit 0,36 Sekunden vor der Ungarin Rita Kőbán und Izabela Dylewska. Zusammen mit Elżbieta Urbańczyk trat Dylewska auch im Zweier-Kajak an und belegte den sechsten Platz mit anderthalb Sekunden Rückstand auf die Drittplatzierten.
Nach zwei Jahren ohne internationalen Medaillenerfolg erkämpfte sich Dylewska bei den Weltmeisterschaften 1995 in Duisburg zusammen mit Elżbieta Urbańczyk Silber im Zweier über 500 Meter hinter den Deutschen Ramona Portwich und Anett Schuck. Bei den Olympischen Spielen 1996 in Atlanta belegten die beiden Polinnen den siebten Platz.
1997 wurden im Kanurennsport wieder Europameisterschaften ausgetragen. Sowohl über 200 Meter als auch über 1000 Meter siegten Izabela Dylewska und Elżbieta Urbańczyk. Bei den Weltmeisterschaften 1997 im kanadischen Dartmouth gewannen die beiden über 200 Meter Silber hinter Birgit Fischer(-Schmidt) und Anett Schuck. Über 1000 Meter erkämpften sie die Bronzemedaille.
Im Laufe ihrer Karriere gewann Dylewska im Einer-, Zweier- und Vierer-Kajak insgesamt 20 polnische Landesmeisterschaften.